# Застава Савезне Републике Југославије
Застава Савезне Републике Југославије је државна застава бивше Савезне Републике Југославије, од 1992. до 2003. и Државне заједнице Србије и Црне Горе од 2003. до 2006. године. Установљена је Уставом СРЈ, који је проглашен 27. априла 1992. године. Уставна одредба о застави је била садржана у другом ставу четвртог члана, који је гласио — Застава Савезне Републике Југославије састоји се од три водоравно положене боје, и то овим редом одозго плаве, беле и црвене. Није садржала идеолошка обележја, а по распореду боја била је идентична са дотадашњом заставом СФРЈ, што је представљало израз политичког континуитета СР Југославије са претходном СФР Југославијом. Тај континуитет је преко ФНРЈ/СФРЈ сезао и даље, до Краљевине СХС/Југославије, чија је застава такође имала исти распоред боја.

## Историја

### Застава Савезне Републике Југославије
Иако је настала путем уклањања црвене петокраке звезде са дотадашње државне заставе, та промена у делу политичке јавности није сматрана довољном. Поједине опозиционе странке, како у Србији, тако и у Црној Гори, указивале су на чињеницу да се распоред боја у застави СРЈ разликује од распореда боја у тадашњим заставама Србије и Црне Горе, које су биле једине државе-чланице у саставу СРЈ. Тим поводом је већ током 1992. године предлагано да се плаво-бело-црвена тробојка замени црвено-плаво-белом тробојком, али тај предлог није наишао на подршку владајућих странака, које су и током наредних година наставиле да инсистирају на континуитету југословенске заставе.
Пошто је СРЈ добила пуно међународно признање тек крајем 2000. године, након одустајања нове власти од политике државног континуитета, застава СРЈ је тек од тог времена добила пуно међународно признање, што је озваничено пријемом СРЈ у ОУН и свечаним подизањем заставе СРЈ испред средишта ОУН у Њујорку. Од тог времена, интензивирани су предлози да се изглед заставе СРЈ усклади са изгледом држаних застава Србије и Црне Горе. Тим поводом су покренута и нека додатна питања, која су се односила на изглед и однос између самих државних застава Србије и Црне Горе.
Иако су сва та питања изазивала знатну пажњу јавности, испоставило се да политичка сагласност о промени изгледа савезне заставе није могла бити постигнута. Стога је застава СРЈ задржала свој изворни облик све до 4. фебруара 2003. године, када је СРЈ трансформисана у државну заједницу Србије и Црне Горе. У очекивању одлуке о изгледу заставе државне заједнице, застава СРЈ је и даље остала у привременој службеној употреби, али пошто је одлука о новој застави изостала, то привремено стање је трајало до самог краја постојања државне заједнице, која је распуштена 3. јуна 2006. године.

### Застава Србије и Црне Горе
Правна основа за доношење посебног закона о застави Србије и Црне Горе била је прописана Законом за спровођење Уставне повеље од 4. фебруара 2003. године, чији је 23. члан гласио: „Закон о застави државне заједнице Србија и Црна Гора доноси се у року од 60 дана од дана конституисања Скупштине Србије и Црне Горе”. Већ у априлу исте године, непосредно након конституисања Скупштине Србије и Црне Горе, владајуће странке из Србије предложиле су да се до заставе Србије и Црне Горе дође променом редоследа боја на дотадашњој застави, тако што ће се уместо југословенске плаво-бело-црвене тробојке усвојити црвено-плаво-бела тробојка, као традиционална застава Србије и Црне Горе. Овај предлог је одмах наишао на отпор од стране владајућих странака из Црне Горе, који су наглашавали да тадашња званична застава Црне Горе садржи посебну нијансу плаве боје, која је знатно светлија у односу на плаву боју из дотадашње југословенске заставе и традиционалне српске заставе.
Тиме су оживеле старе политичке расправе, које су у Црној Гори вођене још од 1993. године, када је плава боја у застави Црне Горе прописана као плаветна. Иако је тај појам био синоним за плаву боју, црногорски режим је почетком 1994. године промовисао нову заставу са светлом нијансом плаветне, односно плаве боје, чиме је црногорска тробојка по први пут у историји учињена различитом од општенародне српске тробојке.
У склопу расправе о утврђивању изгледа заставе државне заједнице, дошло је до покретања ширег круга сродних питања, која су се односила на однос између самих државних застава Србије и Црне Горе. У првом раздобљу, од пролећа 2003. до средине 2004. године, формулисано је неколико компромисних решења, која су се заснивала на уважавању разлика у нијанси плаве боје на тадашњим заставама Србије и Црне Горе, а питање о избору одговарајућег решења за заставу државне заједнице, као и питање о односу боја у заставама Србије и Црне Горе, побудило је пажњу и међу страним истраживачима. Иако се чинило да ће неко од предложених решења бити усвојено, то се није догодило, услед отпора појединих владајућих странака из Црне Горе.
Још од 2001. године, Социјалдемократска партија Црне Горе је у оквиру владајуће коалиције покренула иницијативу за промјену изгледа заставе и осталих државних симбола Црне Горе, предложивши потпуно напуштање тробојке и увођење црвене заставе са представом држаног грба. Иако у том тренутку није била прихваћена, иста иницијатива је обновљена 2003. године, а представници СДП су у склопу расправе о застави државне заједнице наглашавали да њихова странка неће пристати на било какво решење које би се заснивало на тробојци. Пошто је стабилност владајуће коалиције у Црној Гори зависила од СДП, пред владајућу Демократску партију социјалиста Црне Горе поставио се низ практичних политичких изазова, који су довели до постепене еволуције ставова у самом руководству ДПС. Иако је део руководства ДПС желео да задржи тробојку, у тој странци је средином 2004. године, преовладао став о прихватању иницијативе СДП, чиме су пропали сви дотадашњи покушаји проналаска компромисног тробојног решења за заставу државе заједнице.
Новим законом од 12. јула 2004. године, који је ступио на снагу наредног дана, Црна Гора је напустила дотадашњу тробојку, а за основу нове заставе усвојена је некадашња војна застава Црне Горе из времена кнежевине и краљевине. Тиме је отворено потпуно ново поглавље у преговорима о утврђивању изгледа заставе државне заједнице. Пошто је нова застава Црне Горе била потпуно различита од заставе Србије, пред политичке чиниоце се поставио низ нових изазова. Тим поводом је већ током друге половине 2004. године предложено неколико идејних решења, али ни једно од њих није добило већинску подршку. Током 2005. године, постало је извесно да владајућа коалиција у Црној Гори, која је тежила ка разградњи државне заједнице, не жели да се бави питањем заједничких државних симбола, тако да су сва та питања остала нерешена.
У очекивању одлуке о изгледу заставе државне заједнице, застава СРЈ је и даље остала у привременој службеној употреби, али пошто одлука о новој застави никада није била донета, то привремено стање је трајало до самог краја постојања државне заједнице, која је распуштена 3. јуна 2006. године.

## Галерија
- Грађанска и државна поморска застава
- Ратна поморска застава
- Прамчана застава СРЈ